# Coxim (mecânica)
Coxim em engenharia mecânica é basicamente uma peça que absorve vibrações, seja do bloco do motor em relação ao chassi, ou a qualquer outra parte embarcada.

## Fabricação
É feita de aço e borracha com a menor quantidade de vinil possível, pois o vinil não é muito flexível, porém suporta alta temperatura.

No campo industrial é usada na base e suporte de máquinas de alta vibração. Evita-se assim que problemas relacionados a trepidação ocorram. No automóvel, dependendo do modelo, apoia o motor em três pontos absorvendo as vibrações causadas pelo terreno (asfalto, estrada de terra, cascalho, paralelipípedos). Influencia diretamente no conforto, pois sem o coxim o interior do automóvel seria muito mais barulhento e com muita vibração. 